# WTA-toernooi van Luxemburg
Het WTA-toernooi van Luxemburg is een jaarlijks terugkerend tennistoernooi voor vrouwen dat wordt georganiseerd in de stad Luxemburg in het gelijknamige Groothertogdom. De officiële naam van het toernooi is BGL BNP Paribas Luxembourg Open.
De WTA organiseert het toernooi dat tot 2021 in de categorie "International" viel en wordt gespeeld op hardcourtbinnenbanen. De eerste editie werd in 1996 gehouden. De Belgische Kim Clijsters, die in 1999 hier haar eerste WTA-titel veroverde, won het toernooi in totaal zes keer.

## Officiële toernooinamen
| 1996–2004 | Seat Open                        |
| 2005–2008 | Fortis Championships             |
| 2009      | BGL Luxembourg Open              |
| 2010–2021 | BGL BNP Paribas Luxembourg Open  |
| 2022      | Luxembourg Ladies Tennis Masters |

## Meervoudig winnaressen enkelspel
| speelster     | aantal titels | in de jaren                 |
| ------------- | ------------- | --------------------------- |
| Kim Clijsters | 6             | 1999, 2001–2003, 2005, 2022 |

## Enkel- en dubbelspeltitel in één jaar
| speelster     | in het jaar |
| ------------- | ----------- |
| Kim Clijsters | 2002        |

## Finales

### Enkelspel
| Datum      | Naam                                       | Cat.                                       | ($)                                        | Ondergrond                                 | Winnares                                   | Verliezend finaliste                       | Uitslag                                    |                                            |
| ---------- | ------------------------------------------ | ------------------------------------------ | ------------------------------------------ | ------------------------------------------ | ------------------------------------------ | ------------------------------------------ | ------------------------------------------ | ------------------------------------------ |
| 1996-10-21 | Seat Open                                  | Tier III                                   | 164.250                                    | tapijt, binnen                             | Anke Huber                                 | Karina Habšudová                           | 6-3, 6-0                                   | details                                    |
| 1997-10-20 | Seat Open                                  | Tier III                                   | 164.250                                    | tapijt, binnen                             | Amanda Coetzer                             | Barbara Paulus                             | 6-4, 3-6, 7-5                              | details                                    |
| 1998-10-26 | Seat Open                                  | Tier III                                   | 164.250                                    | tapijt, binnen                             | Mary Pierce                                | Silvia Farina-Elia                         | 6-0, 2-0, opg.                             | details                                    |
| 1999-09-20 | Seat Open                                  | Tier III                                   | 180.000                                    | tapijt, binnen                             | Kim Clijsters                              | Dominique Van Roost                        | 6-2, 6-2                                   | details                                    |
| 2000-09-25 | Seat Open                                  | Tier III                                   | 170.000                                    | tapijt, binnen                             | Jennifer Capriati                          | Magdalena Maleeva                          | 4-6, 6-1, 6-4                              | details                                    |
| 2001-10-22 | Seat Open                                  | Tier III                                   | 170.000                                    | hardcourt, binnen                          | Kim Clijsters                              | Lisa Raymond                               | 6-2, 6-2                                   | details                                    |
| 2002-10-21 | Seat Open                                  | Tier III                                   | 225.000                                    | hardcourt, binnen                          | Kim Clijsters                              | Magdalena Maleeva                          | 6-1, 6-2                                   | details                                    |
| 2003-10-20 | Seat Open                                  | Tier III                                   | 225.000                                    | hardcourt, binnen                          | Kim Clijsters                              | Chanda Rubin                               | 6-2, 7-5                                   | details                                    |
| 2004-10-25 | Seat Open                                  | Tier III                                   | 225.000                                    | hardcourt, binnen                          | Alicia Molik                               | Dinara Safina                              | 6-3, 6-4                                   | details                                    |
| 2005-09-26 | Fortis Championships                       | Tier II                                    | 585.000                                    | hardcourt, binnen                          | Kim Clijsters                              | Anna-Lena Grönefeld                        | 6-2, 6-4                                   | details                                    |
| 2006-09-25 | Fortis Championships                       | Tier II                                    | 600.000                                    | hardcourt, binnen                          | Aljona Bondarenko                          | Francesca Schiavone                        | 6-3, 6-2                                   | details                                    |
| 2007-09-24 | Fortis Championships                       | Tier II                                    | 600.000                                    | hardcourt, binnen                          | Ana Ivanović                               | Daniela Hantuchová                         | 3-6, 6-4, 6-4                              | details                                    |
| 2008-10-20 | Fortis Championships                       | Tier III                                   | 225.000                                    | hardcourt, binnen                          | Jelena Dementjeva                          | Caroline Wozniacki                         | 2-6, 6-4, 7-6                              | details                                    |
| 2009-10-19 | Luxembourg Open                            | International                              | 220.000                                    | hardcourt, binnen                          | Timea Bacsinszky                           | Sabine Lisicki                             | 6-2, 7-5                                   | details                                    |
| 2010-10-18 | Luxembourg Open                            | International                              | 220.000                                    | hardcourt, binnen                          | Roberta Vinci                              | Julia Görges                               | 6-3, 6-4                                   | details                                    |
| 2011-10-17 | Luxembourg Open                            | International                              | 220.000                                    | hardcourt, binnen                          | Viktoryja Azarenka                         | Monica Niculescu                           | 6-2, 6-2                                   | details                                    |
| 2012-10-15 | Luxembourg Open                            | International                              | 220.000                                    | hardcourt, binnen                          | Venus Williams                             | Monica Niculescu                           | 6-2, 6-3                                   | details                                    |
| 2013-10-14 | Luxembourg Open                            | International                              | 235.000                                    | hardcourt, binnen                          | Caroline Wozniacki                         | Annika Beck                                | 6-2, 6-2                                   | details                                    |
| 2014-10-13 | Luxembourg Open                            | International                              | 250.000                                    | hardcourt, binnen                          | Annika Beck                                | B Záhlavová-Strýcová                       | 6-2, 6-1                                   | details                                    |
| 2015-10-19 | Luxembourg Open                            | International                              | 250.000                                    | hardcourt, binnen                          | Misaki Doi                                 | Mona Barthel                               | 6-4, 6-7, 6-0                              | details                                    |
| 2016-10-17 | Luxembourg Open                            | International                              | 250.000                                    | hardcourt, binnen                          | Monica Niculescu                           | Petra Kvitová                              | 6-4, 6-0                                   | details                                    |
| 2017-10-16 | Luxembourg Open                            | International                              | 250.000                                    | hardcourt, binnen                          | Carina Witthöft                            | Mónica Puig                                | 6-3, 7-5                                   | details                                    |
| 2018-10-15 | Luxembourg Open                            | International                              | 250.000                                    | hardcourt, binnen                          | Julia Görges                               | Belinda Bencic                             | 6-4, 7-5                                   | details                                    |
| 2019-10-14 | Luxembourg Open                            | International                              | 250.000                                    | hardcourt, binnen                          | Jeļena Ostapenko                           | Julia Görges                               | 6-4, 6-1                                   | details                                    |
| 2020       | toernooi geannuleerd wegens coronapandemie | toernooi geannuleerd wegens coronapandemie | toernooi geannuleerd wegens coronapandemie | toernooi geannuleerd wegens coronapandemie | toernooi geannuleerd wegens coronapandemie | toernooi geannuleerd wegens coronapandemie | toernooi geannuleerd wegens coronapandemie | toernooi geannuleerd wegens coronapandemie |
| 2021-09-13 | Luxembourg Open                            | WTA 250                                    | 235.238                                    | hardcourt, binnen                          | Clara Tauson                               | Jeļena Ostapenko                           | 6-3, 4-6, 6-4                              | details                                    |
| 2022-10-23 | Luxembourg Ladies Tennis Masters           | geen WTA                                   | 100.000                                    | hardcourt, binnen                          | Kim Clijsters                              | Martina Hingis                             | 7-5, 6-2                                   | details                                    |

### Dubbelspel
| Datum      | Naam                                       | Cat.                                       | ($)                                        | Ondergrond                                 | Winnaressen                                | Verliezend finalistes                          | Uitslag                                    |                                            |
| ---------- | ------------------------------------------ | ------------------------------------------ | ------------------------------------------ | ------------------------------------------ | ------------------------------------------ | ---------------------------------------------- | ------------------------------------------ | ------------------------------------------ |
| 1996-10-21 | Seat Open                                  | Tier III                                   | 164.250                                    | tapijt, binnen                             | Kristie Boogert Nathalie Tauziat           | Barbara Rittner Dominique Monami               | 2-6, 6-4, 6-2                              | details                                    |
| 1997-10-20 | Seat Open                                  | Tier III                                   | 164.250                                    | tapijt, binnen                             | Larisa Neiland Helena Suková               | Meike Babel Laurence Courtois                  | 6-2, 6-4                                   | details                                    |
| 1998-10-26 | Seat Open                                  | Tier III                                   | 164.250                                    | tapijt, binnen                             | Jelena Lichovtseva Ai Sugiyama             | Larisa Neiland Olena Tatarkova                 | 6-7, 6-3, 2-0, opg.                        | details                                    |
| 1999-09-20 | Seat Open                                  | Tier III                                   | 180.000                                    | tapijt, binnen                             | Irina Spîrlea Caroline Vis                 | Tina Križan Katarina Srebotnik                 | 6-1, 6-2                                   | details                                    |
| 2000-09-25 | Seat Open                                  | Tier III                                   | 170.000                                    | tapijt, binnen                             | Alexandra Fusai Nathalie Tauziat           | Ljoebomira Batsjeva Cristina Torrens           | 6-3, 7-6                                   | details                                    |
| 2001-10-22 | Seat Open                                  | Tier III                                   | 170.000                                    | hardcourt, binnen                          | Jelena Bovina Daniela Hantuchová           | Bianka Lamade Patty Schnyder                   | 6-3, 6-3                                   | details                                    |
| 2002-10-21 | Seat Open                                  | Tier III                                   | 225.000                                    | hardcourt, binnen                          | Kim Clijsters Janette Husárová             | Květa Peschke Barbara Rittner                  | 4-6, 6-3, 7-5                              | details                                    |
| 2003-10-20 | Seat Open                                  | Tier III                                   | 225.000                                    | hardcourt, binnen                          | Maria Sjarapova Tamarine Tanasugarn        | Olena Tatarkova Marlene Weingärtner            | 6-1, 6-4                                   | details                                    |
| 2004-10-25 | Seat Open                                  | Tier III                                   | 225.000                                    | hardcourt, binnen                          | Virginia Ruano Pascual Paola Suárez        | Jill Craybas Marlene Weingärtner               | 6-1, 6-7, 6-3                              | details                                    |
| 2005-09-26 | Fortis Championships                       | Tier II                                    | 585.000                                    | hardcourt, binnen                          | Lisa Raymond Samantha Stosur               | Cara Black Rennae Stubbs                       | 7-5, 6-1                                   | details                                    |
| 2006-09-25 | Fortis Championships                       | Tier II                                    | 600.000                                    | hardcourt, binnen                          | Květa Peschke Francesca Schiavone          | Anna-Lena Grönefeld Liezel Huber               | 2-6, 6-4, 6-1                              | details                                    |
| 2007-09-24 | Fortis Championships                       | Tier II                                    | 600.000                                    | hardcourt, binnen                          | Iveta Benešová Janette Husárová            | Viktoryja Azarenka Shahar Peer                 | 6-4, 6-2                                   | details                                    |
| 2008-10-20 | Fortis Championships                       | Tier III                                   | 225.000                                    | hardcourt, binnen                          | Sorana Cîrstea Marina Erakovic             | Vera Doesjevina Marija Koryttseva              | 2-6, 6-3, [10-8]                           | details                                    |
| 2009-10-19 | Luxembourg Open                            | International                              | 220.000                                    | hardcourt, binnen                          | Iveta Benešová Barbora Záhlavová-Strýcová  | Vladimíra Uhlířová Renata Voráčová             | 1-6, 6-0, [10-7]                           | details                                    |
| 2010-10-18 | Luxembourg Open                            | International                              | 220.000                                    | hardcourt, binnen                          | Timea Bacsinszky Tathiana Garbin           | Iveta Benešová B Záhlavová-Strýcová            | 6-4, 6-4                                   | details                                    |
| 2011-10-17 | Luxembourg Open                            | International                              | 220.000                                    | hardcourt, binnen                          | Iveta Benešová Barbora Záhlavová-Strýcová  | Lucie Hradecká Jekaterina Makarova             | 7-5, 6-3                                   | details                                    |
| 2012-10-15 | Luxembourg Open                            | International                              | 220.000                                    | hardcourt, binnen                          | Andrea Hlaváčková Lucie Hradecká           | Irina-Camelia Begu Monica Niculescu            | 6-3, 6-4                                   | details                                    |
| 2013-10-14 | Luxembourg Open                            | International                              | 235.000                                    | hardcourt, binnen                          | Stephanie Vogt Yanina Wickmayer            | Kristina Barrois Laura Thorpe                  | 7-6, 6-4                                   | details                                    |
| 2014-10-13 | Luxembourg Open                            | International                              | 250.000                                    | hardcourt, binnen                          | Timea Bacsinszky Kristina Barrois          | Lucie Hradecká Barbora Krejčíková              | 3-6, 6-4, [10-4]                           | details                                    |
| 2015-10-19 | Luxembourg Open                            | International                              | 250.000                                    | hardcourt, binnen                          | Mona Barthel Laura Siegemund               | Anabel Medina Garrigues Arantxa Parra Santonja | 6-2, 7-6                                   | details                                    |
| 2016-10-17 | Luxembourg Open                            | International                              | 250.000                                    | hardcourt, binnen                          | Kiki Bertens Johanna Larsson               | Monica Niculescu Patricia Maria Țig            | 4-6, 7-5, [11-9]                           | details                                    |
| 2017-10-16 | Luxembourg Open                            | International                              | 250.000                                    | hardcourt, binnen                          | Lesley Kerkhove Lidzija Marozava           | Eugenie Bouchard Kirsten Flipkens              | 6-7, 6-4, [10-6]                           | details                                    |
| 2018-10-15 | Luxembourg Open                            | International                              | 250.000                                    | hardcourt, binnen                          | Greet Minnen Alison Van Uytvanck           | Vera Lapko Mandy Minella                       | 7-6, 6-2                                   | details                                    |
| 2019-10-14 | Luxembourg Open                            | International                              | 250.000                                    | hardcourt, binnen                          | Cori Gauff Caty McNally                    | Kaitlyn Christian Alexa Guarachi               | 6-2, 6-2                                   | details                                    |
| 2020       | toernooi geannuleerd wegens coronapandemie | toernooi geannuleerd wegens coronapandemie | toernooi geannuleerd wegens coronapandemie | toernooi geannuleerd wegens coronapandemie | toernooi geannuleerd wegens coronapandemie | toernooi geannuleerd wegens coronapandemie     | toernooi geannuleerd wegens coronapandemie | toernooi geannuleerd wegens coronapandemie |
| 2021-09-13 | Luxembourg Open                            | WTA 250                                    | 235.238                                    | hardcourt, binnen                          | Greet Minnen Alison Van Uytvanck           | Erin Routliffe Kimberley Zimmermann            | 6-3, 6-3                                   | details                                    |